# Ohrenbrille
Die Ohrenbrille ist eine Brillenform des 18. und 19. Jahrhunderts. Die Ohrenbrille wurde erstmals 1751 von James Ayscough erwähnt und hatte den großen Vorteil, dass sie weder auf die Nase geklemmt wurde noch gegen die Schläfen drückte, als die Vorgänger dieser Brillenart (Nasenklemmer, Schläfenbrille).
Die Ohrenbrille hatte erstmals seitliche Bügelstangen, die bis auf oder hinter das Ohr reichten. Die ersten Ohrenbrillen hatten doppelt horizontal einklappbare Seitenarme. Diese Variante hatte ihren Halt am Hinterkopf und eignete sich auch gut, um sie über den damals üblichen Perücken und Haartrachten zu tragen. Als am Ende des 18. Jahrhunderts sich die Mode zu Kurzhaarfrisuren änderte, kamen die senkrecht nach unten klappbaren Bügelendstangen auf, die dann erstmals auch an der Rückseite des Ohres ihren Halt finden konnten. Parallel zu diesen zwei Varianten gab es die heute noch verwendete Steckbügelvariante ohne Mittelscharnier. Eine weitere dieser frühen Ohrenbrillen hatte Schiebestangen-Bügel zum Ausziehen und umklammerte den Kopf, wie auch die doppelt klappbaren Varianten.
Die Knick- und Schiebestangen der frühen Ohrenbrillen hatten ihren Grund für eine möglichst kleine Transportmöglichkeit. Denn auch bereits im 18. Jh. waren Menschen im Bezug auf Sehhilfen oft Eitel. Daher sollten Brillen, auch nach dem absetzen, klein und damit unauffällig zu verbergen sein (z. B. Etui) und wohl vor allem auch nicht größer als der direkte Vorgänger, die Schläfenbrille ausfallen.

## Varianten der Ohrenbrillen
- Knickstangenbrille horizontal: (auch als Doppelgelenk-Brille oder Doppelscharnier-Brille bezeichnet) Sie konnte man unter die Haare schieben und dabei auf die Ohren auflegen, sie eignete sich aber auch hervorragend um sie über den, im 18. Jh. üblichen voluminösen, Haartrachten zu tragen. In der Regel haben aufgefundene Brillen dieser Art die Merkmale des 18. Jh. (breite Bügel, C-Steg, runde Gläser), sind aber auch mit ovalen Gläsern und sogar auch mit K-Steg bekannt.
- Knickstangenbrille vertikal: Auch diese Version trug man Kopf umklammernd, wie die horizontale Ausführung. Man konnte aber auch die hinteren Bügelteile hinter das Ohr abwinkeln, wenn die Kopfgröße dies zuließ. Allerdings hatte das hintere Bügelteil, im Gegensatz zur horizontalen Variante, keinen Öffnungswinkelbegrenzer oder Arretierung. Es ließ sich somit um 360°, je nach Schwergängigkeit des Gelenks, frei drehen. Frühe Brillen dieser Art hatten noch die Merkmale des 18. Jh. (breite Bügel, C-Steg, runde Gläser). Mit Beginn des 19. Jh. wurden sie dann filigraner (dünne Bügel Stangen, X- und K-Steg, ovale Gläser). Benutzung bis ~1910 bekannt.
- Steckbügel-Brille: Die Schläfenbrille wurde mit langen Stangen (Bügel) ohne Gelenk zur Stangenbrille. Wurde als Steckbügel getragen, damit das Haar nicht zerzaust, bzw. in der Perücke nicht hängen bleibt (bis zum Anfang des 20. Jh.  auch als „Damenbügel“ bezeichnet). Am Ende des 19. Jh. gab es diese Brillen in diversen Ausführungen aus Zellhorn und Metall. Die Metallbrillen waren aus Eisen, Nickel, Stahl, versilbert, vergoldet, Silber und in diversen Goldlegierungen erhältlich. In den einfachen Eisen- bzw. Nickelversionen gab es diese Brillen, nach Einführung der gesetzlichen Krankenversicherung 1883, dann in der Folgezeit auch erstmals als eine von den Krankenkassen bezahlte Kassenbrille. Oft und gerne auch als Nickelbrille bezeichnet. Englische Bezeichnung: straight temple frames.
- Schiebestangen-Bügel: Sie konnte man unter die Haare schieben und dabei auf die Ohren auflegen. Ausgeschoben umklammerte sie für einen guten Sitz den Kopf, zusammengeschoben eignete sie sich zum kurzzeitigen Tragen und schnellen Absetzen. Oft hatten diese Brillen besonders kleine Gläser: rund, oval und rechteckig.

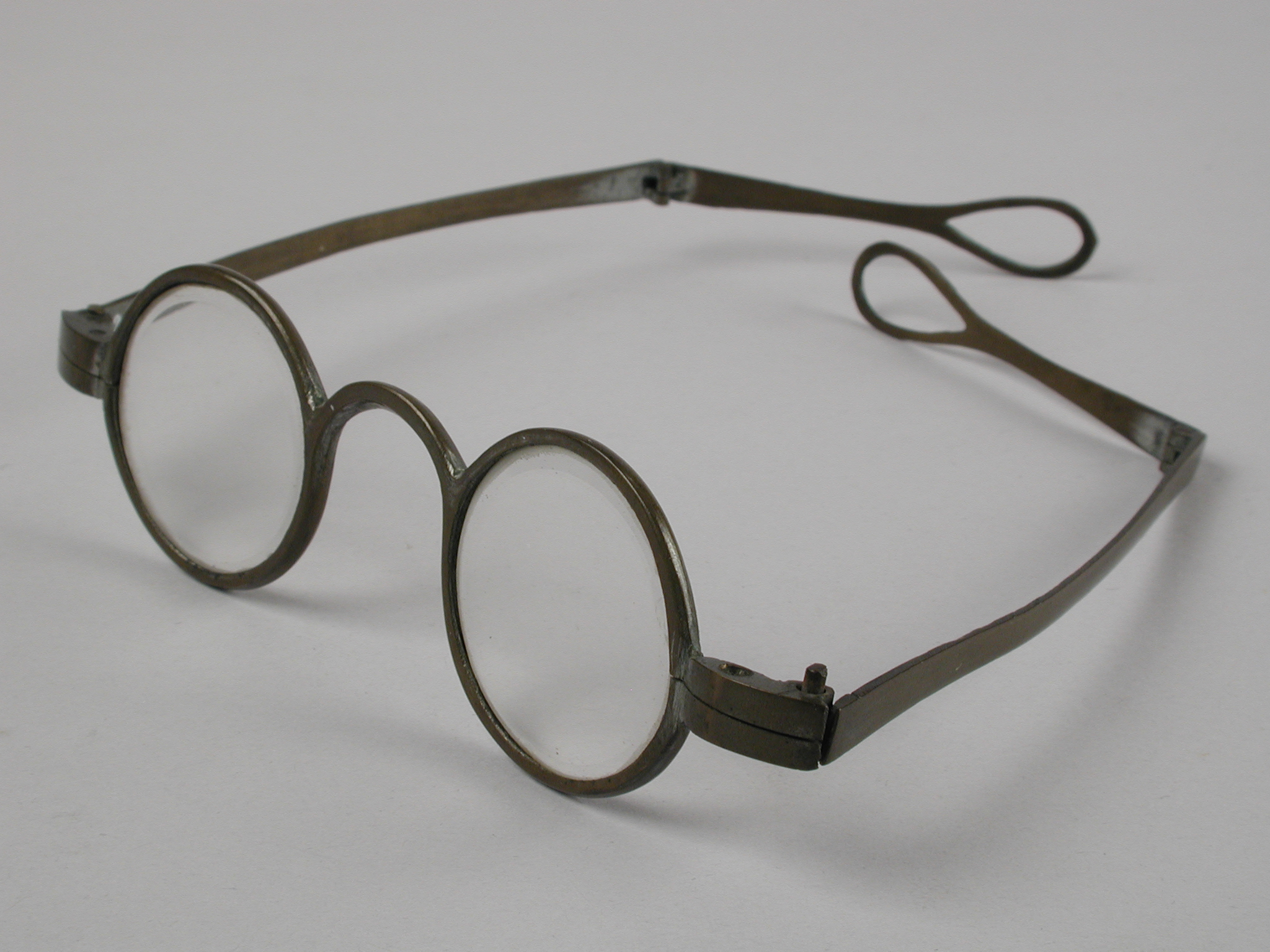
Knickstangenbrille, horizontal klappbare Seitenarme
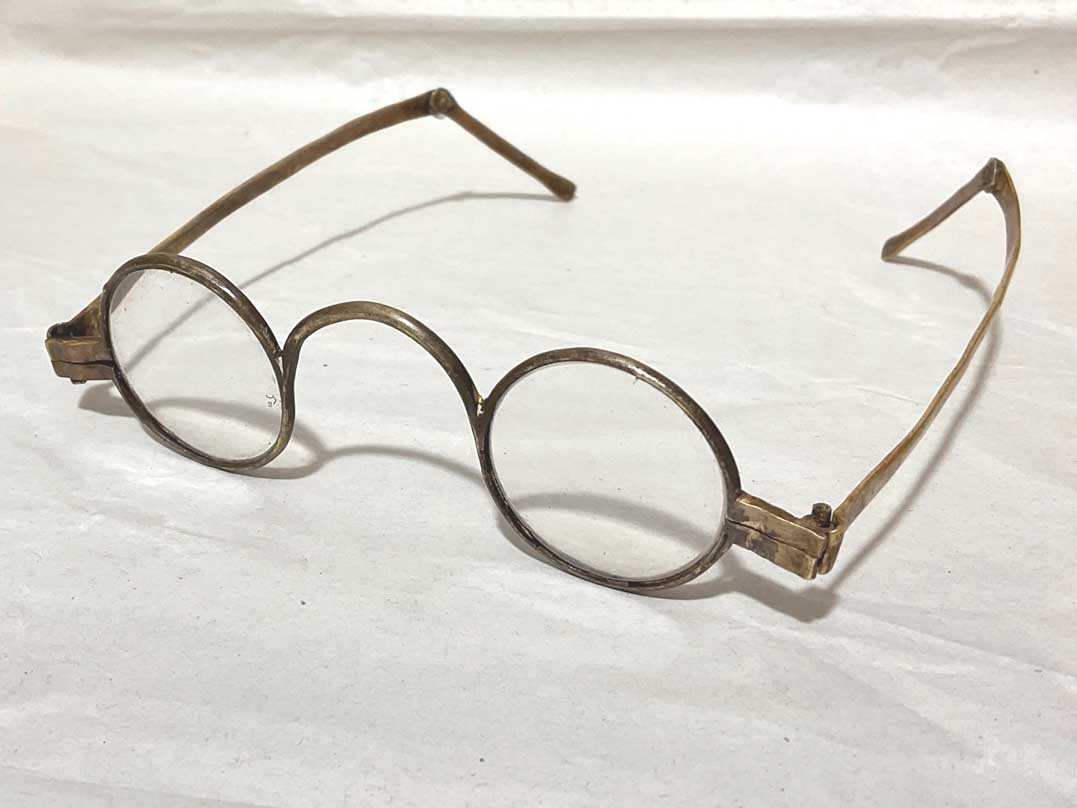
Knickstangenbrille, vertikal klappbare Bügelendstangen um 1780
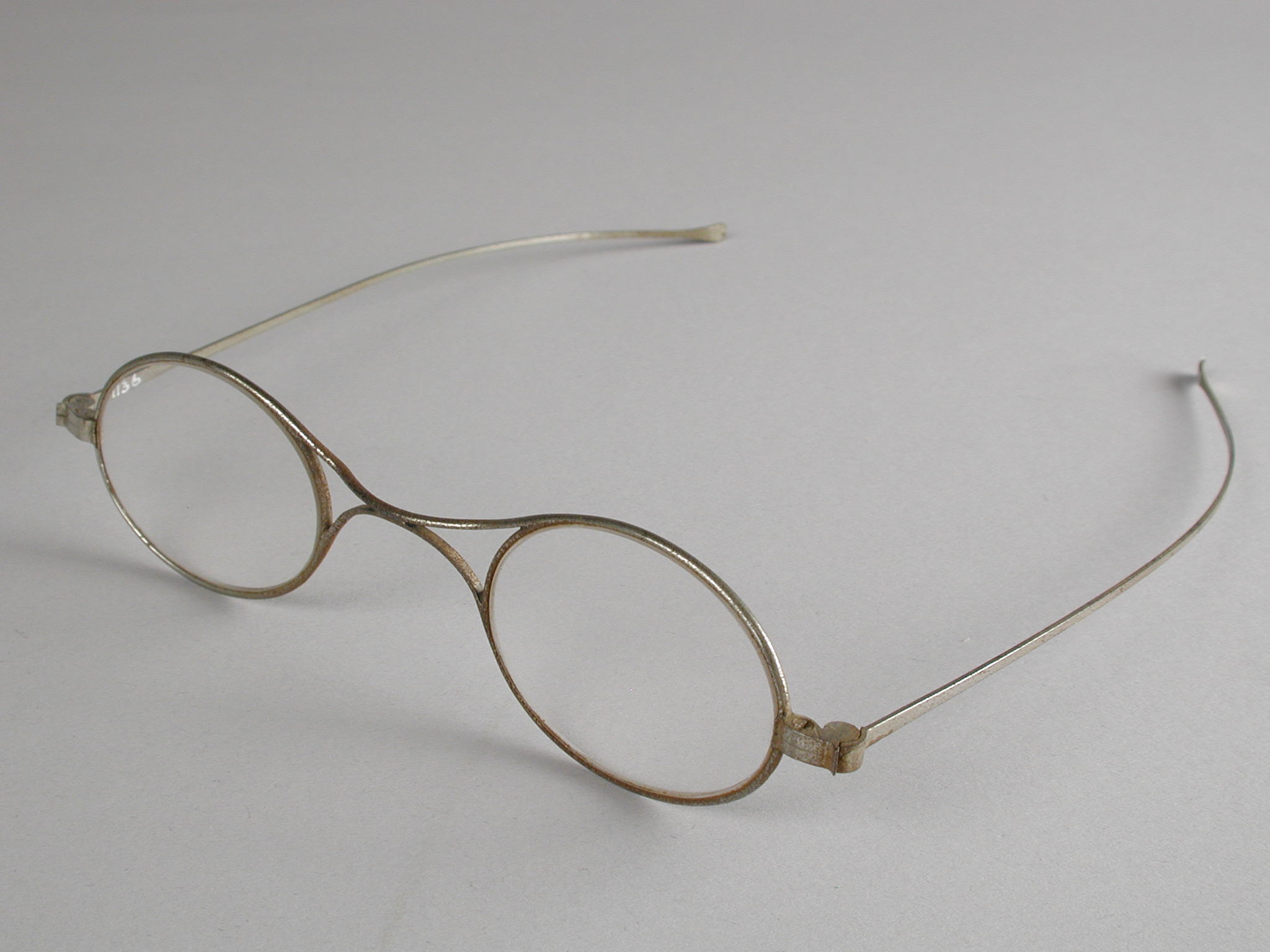
Stangen- oder Damenbrille, Steckbügelvariante oh. Mittelscharnier
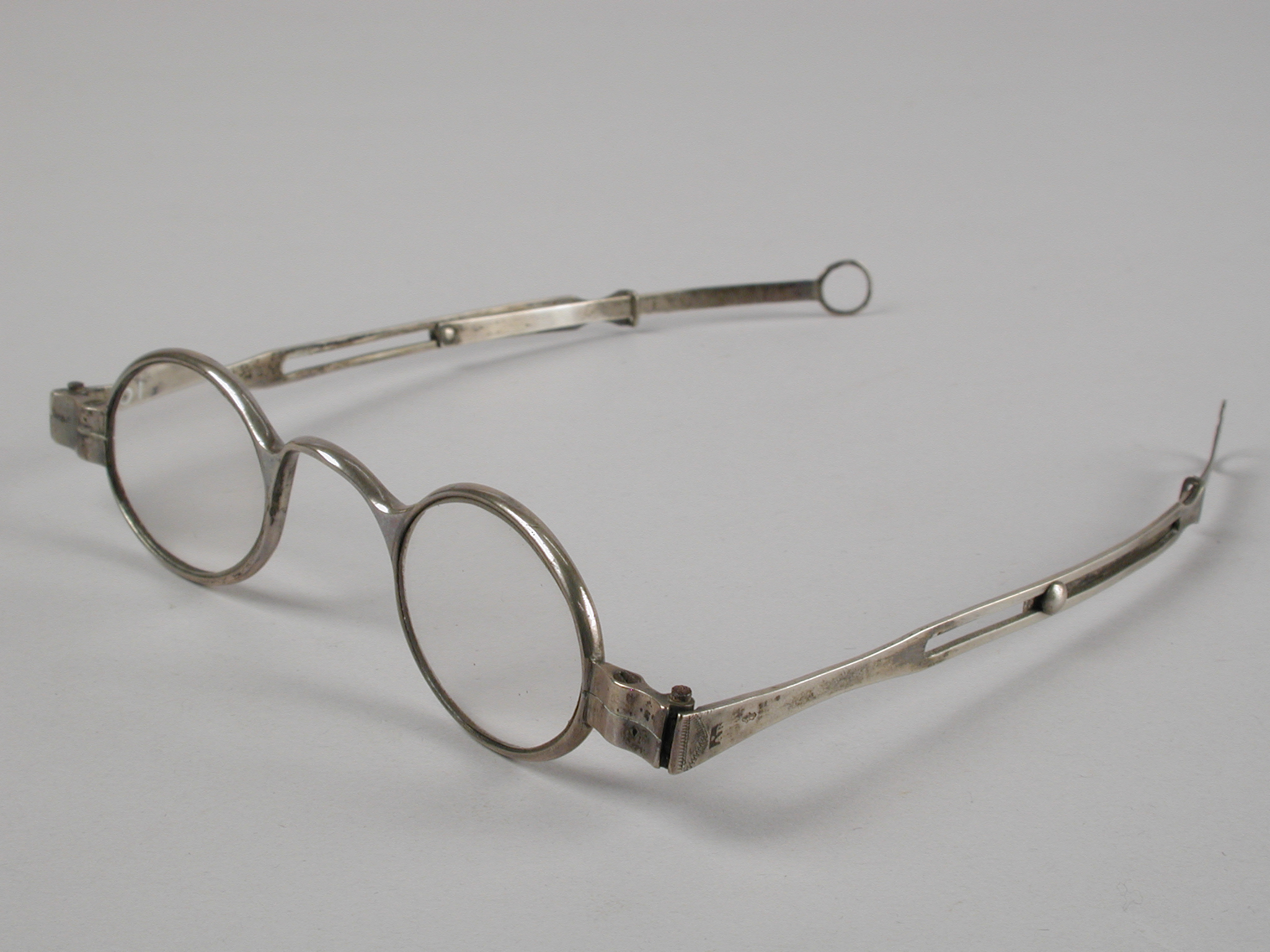
Schiebestangen-Bügel

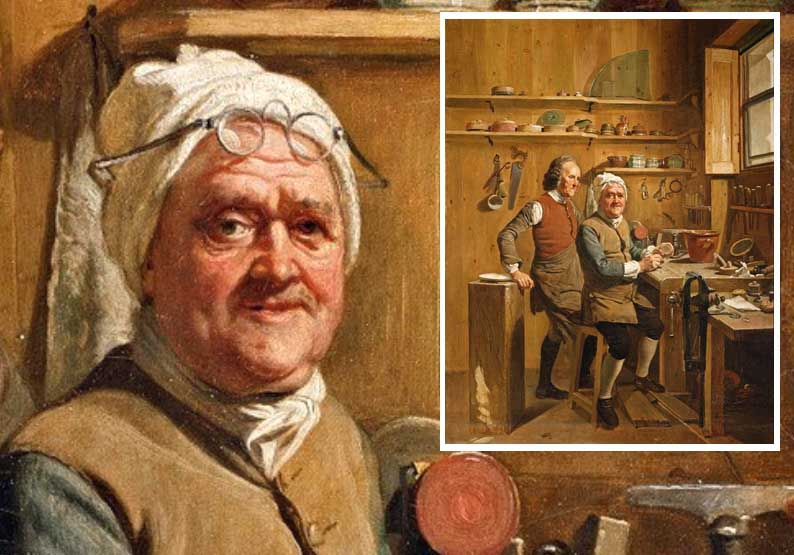
Optiker John Cuff in seiner Werkstatt, 1772 London

Zur Begriffserklärung: Noch im 17. Jh. hatten alle Brillen (alle Sehhilfen mit zwei Gläsern, für rechtes und linkes Auge) keine seitlichen Bügelstangen, sondern klemmten auf der Nase (Klemmbrille, Bügelbrille, Schlitzbrille), wurden mit der Hand gehalten (Nietbrille, Gelenkbrille) oder hingen von der Stirn herab (Stirnreifenbrillen, Mützenbrillen). Erst Ende des 19. Jh. verstand man dann unter dem Oberbegriff ‚Brille‘ eine Sehhilfe mit Nasenauflage und Bügeln, die am Ohr ihren Halt finden. Für die Zeit dazwischen gibt es die Bezeichnungen Schläfenbrille bzw. Ohrenbrille zur Abgrenzung von den parallel auch gerne verwendeten Nürnberger Drahtbrillen, Kneifern, Klemmern, Zwickern, Lorgnetten und Scherenbrillen. Zudem nannte man den Nasenklemmer ursprünglich Bügelbrille (die Verbindung zwischen den Gläsern war der Bügel) und den heutigen Brillenbügel anfangs im deutschen Sprachraum: Seitenarm, Stange oder Feder.

## Zeitliche Einteilung der Ohrenbrillen
Anhand der Einfassung und Form der Gläser, der Verbindung (Steg) zwischen den beiden Gläsern, Fassungsmaterial, Verarbeitung und der seitlichen Bügel lassen sich diese Brillen zeitlich einigermaßen gut einteilen. Der Hauptverwendungszeitraum in Europa und Amerika:
- Gläserform: rund (bis ~1810), oval (~1810–1915), Hufeisen / D-Form bzw. Dachsteinform, Rechteck, Sechseck & Achteck (1835–1890), Ab 1915 kam die runde Glasform wieder in Mode, in Kombination mit den ab da optimierten randscharfen Konkav-Konvexen Brillengläsern.
- Stegform: C-Steg (bis ~1810), X-Steg (ab ~1810), K-Steg (ab ~1820), Ω-Steg (1835–1880), engl. (W-)Steg (ab ~1860, 2-dimensional), W-Steg (ab ~1885, 3-dimensional)
- Bügelvarianten: Doppelgelenk-Brille, auch Doppelscharnier-Brille oder Knick-Stangenbrille (1751–um 1900), Steckbügel (Mitte 18. Jh.–Heute), Schiebestangen-Bügel (1815–1890), Reitbügel, Gespinstbügel (~1885–Heute)
- Materialien: Eisen, Messing, Nickel, Horn, Schildpatt, Elfenbein, Zelluloid (ab 1839)
- Gläser: bis Anfang des 20. Jh. gab es vorwiegend Bi-Gläser aus Kronglas, Bergkristall und auch transparente brasilianische Kieselsteine. Farbiges Glas: Grün (ab ca.: 1650); Blau, Braun, Bernstein und sonstige Farben (18. Jh.); grau (um 1820 „London Grau“). Besonders die blauen Gläser waren vor allem Mitte des 19. Jh. recht beliebt.

Eine vertikale Knickstangenbrille, getragen mit nach oben gewinkelten Endstücken. 1800 England
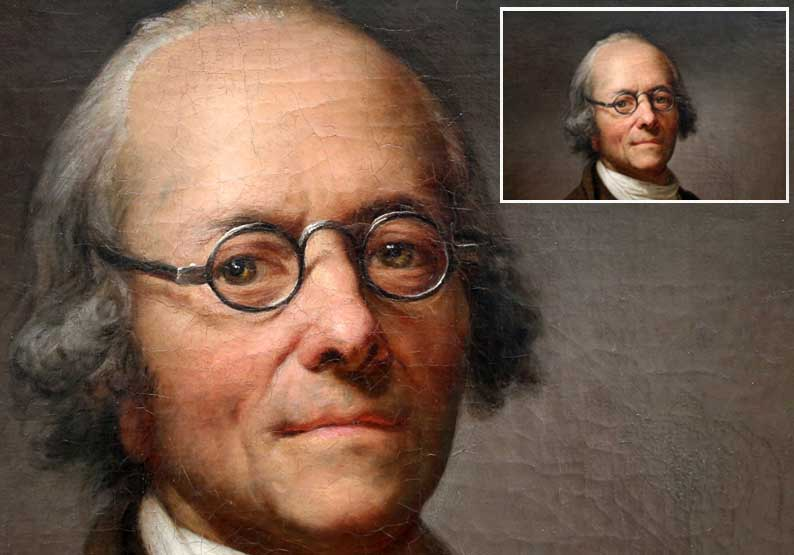
1804 Dresden, Anton Graff, Selbstbildnis mit einer C-Steg Knickstangenbrille noch aus dem 18. Jh.
Nach 1810 Frankreich, horizontale Knickstangenbrille mit runden Gläsern und X-Steg
1822 Belgien, womöglich einziges zeitgenössisches Bildnis einer Ohrenbrille mit sichtbar hinter das Ohr abgewinkelten Bügelstangen.

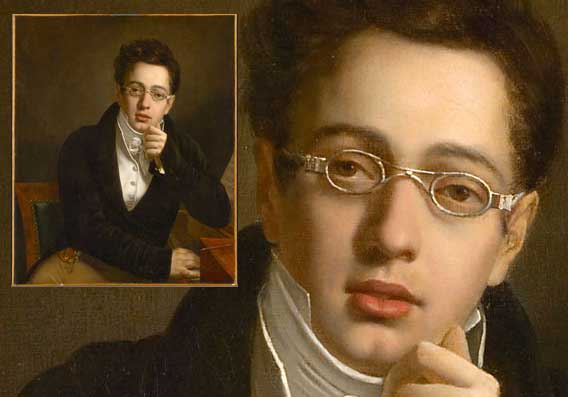
„Schubert-Brille“ Der junge Schubert, Anfang des 19. Jahrhunderts, K-Steg
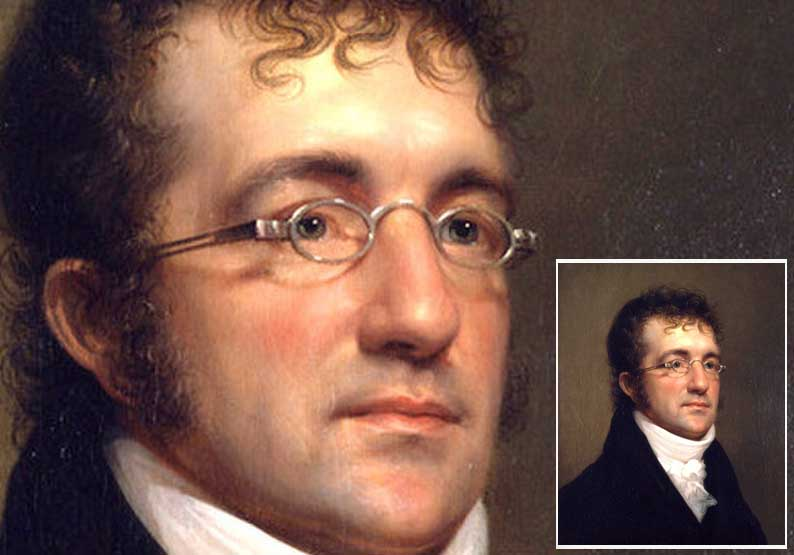
Um 1815 USA, Benjamin Henry Latrobe mit einer Schiebestangen-Brille
Ohrenbrille des 19. Jh. mit Achteck-Form und Omega-Steg (Ω). Rembrandt Peale, 1846 USA
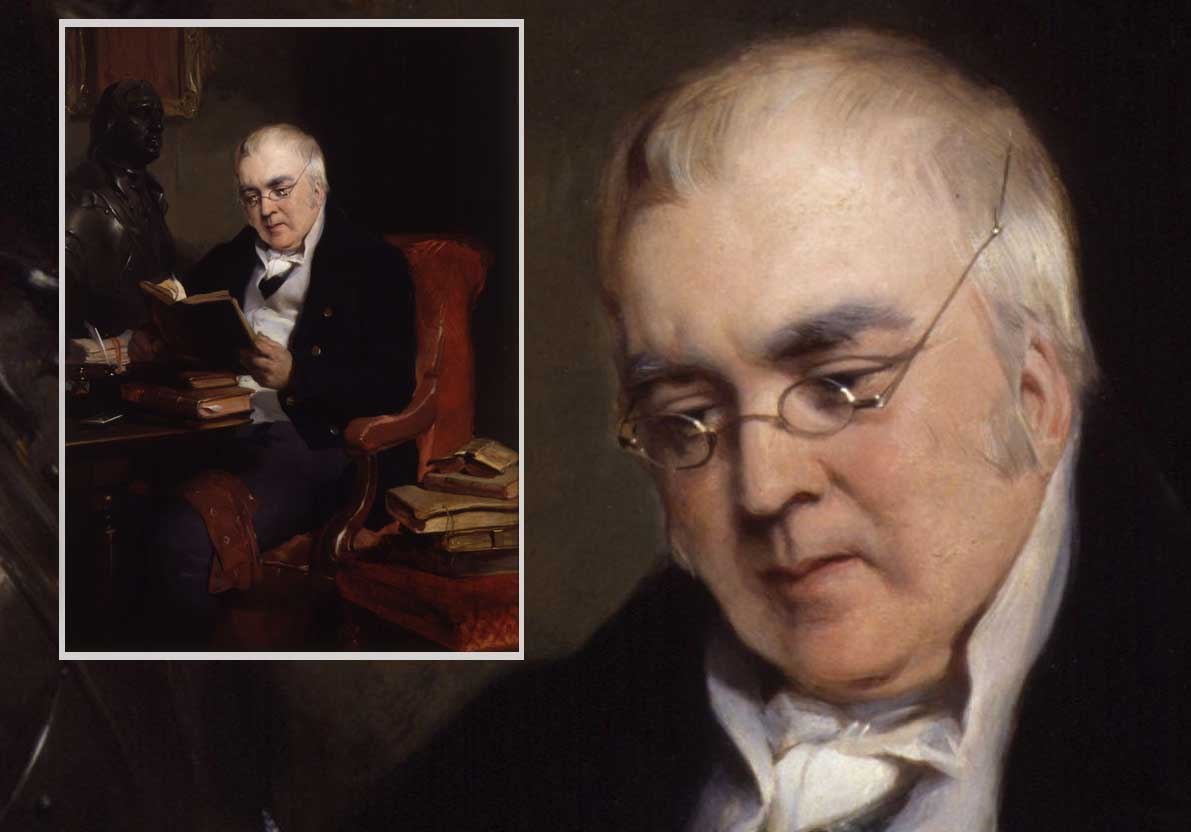
1836 GB, Schriftsteller John Allen, typische vertikale Knickstangenbrille des 19. Jh.

### Weitere Entwicklungen in Kombination der Ohrenbrille
(Quelle: )
- 1750–1800, Benjamin Martin (1704–1782) erfand 1750 die „Martin’s Margin“ Reduzierringe aus Horn bzw. Schildpatt, um die Lichtmenge zu reduzieren, die in die Augen eindringt und nach damaliger Meinung es schädigt[5]. Er nannte es „Objektiv mit reduzierter Apertur“. Diese Durchmesser-Verringerung hatte aber auch weitere Vorteile: Ausschluss der peripheren Unschärfen damaliger Bi-Gläser und durch kleinere Glasdurchmesser eine geringere Dicke bei höheren Glasstärken.

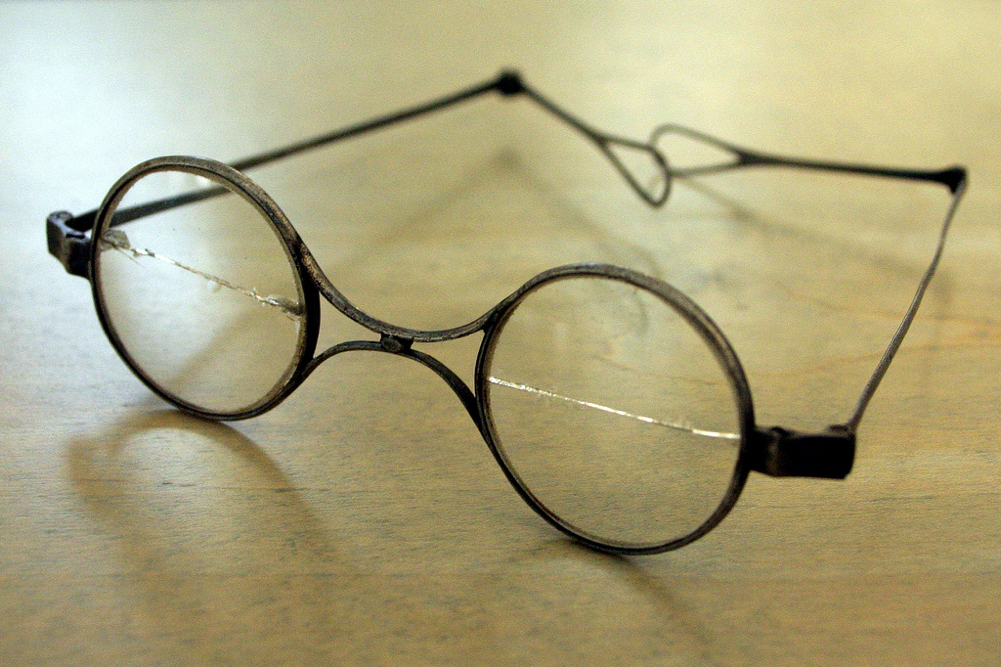
Beispiel für eine Brille mit „Franklin Gläser“

- ~1760–Heute, Bifokal-Brillen, auch Franklin Gläser oder Doppelfocusgläser. Erste Erwähnung in einem privaten Briefwechsel durch den damals in Paris lebenden Benjamin Franklin (1784/85)[6], gefertigt womöglich von Peter Dollond (1730–1820), London, der bereits zuvor „gespaltene“ Brillen herstellte und verkaufe (nach 1760). Diese Brillen waren rund und bestanden aus je zwei halben Glasteilen. Oben für Fernsicht, unten für das Sehen in der Nähe. Ab Mitte des 19. Jh. gab es dann die damals als Doppelfokus Gläser bezeichneten Bifokal Brillen mit außen aufgekitteten Nahteilen und wenig später auch mit eingeschmolzenen Nahteilen, bei allerdings nur mäßiger Verbreitung. Den großen Durchbruch gab es erst am Anfang des 20. Jahrhunderts.

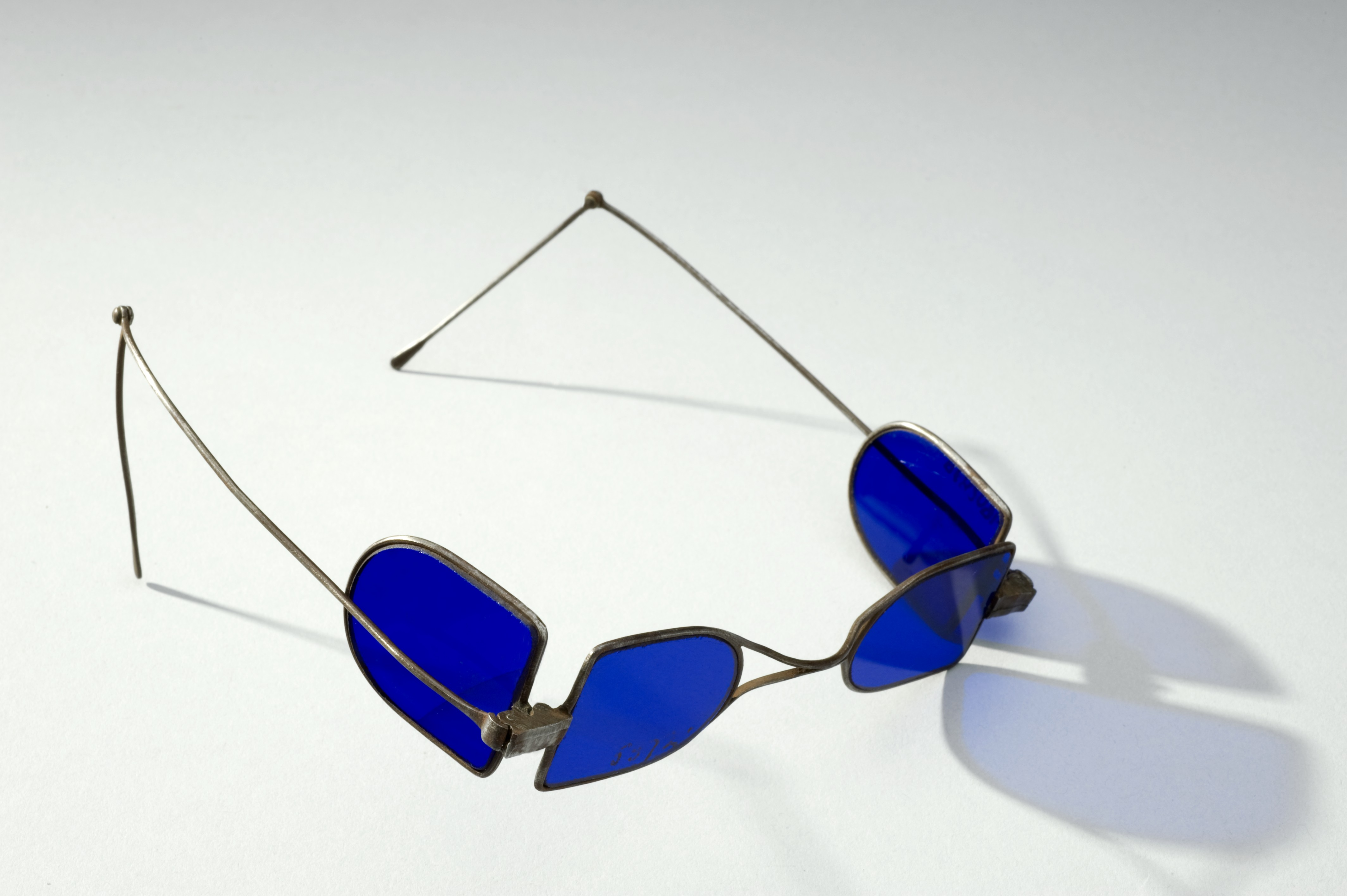
Knickstangenbrille als Doppelbrille

- 1783, Nah-Doppelbrille. Der Optiker Addison Smith (London) erhielt das Patent (Nr. 1359) für zwei zusätzliche Linsen, die über der Fernkorrektur angelenkt und nach unten gedreht werden konnten, für Arbeiten im Nahbereich (insgesamt vier Linsen).
1791 ist der niederländische Maler Rienk Jelgerhuis auf einem Selbstporträt mit solch einer ungewöhnlichen Nah-Doppelbrille zu sehen.
- 1797–um 1860, Doppelbrille, auch Kutscherbrille, Staubbrille, Reisebrille, Eisenbahnbrille, D-Brille oder englisch four-lens spectacles. 1797 erfand der Engländer John Richardson[7] eine Brille, bei der sich ein seitlich angelenktes grünes Glas vor die eigentlichen Brillengläser vorklappen ließ. Diese Brillenart erfreute sich bis Mitte des 19. Jahrhunderts größerer Beliebtheit. Vorgeklappt hatte man eine Sonnenbrille, oder mit weißen [+] Gläsern wurde sie zur Lesebrille. Aufgeklappt als Wind- und Staubschutz, um bei den damaligen Geschwindigkeiten (Kutsche, später auch Eisenbahn) tränenden Augen vorzubeugen. Auch beworben als Schutzbrille, mit vier getönten Gläsern, vor der Intensität der mit Wal-Öl betriebenen Argand-Lampen.
- 1803, W. H. Wollaston (GB) beschreibt erstmals konkav-konvexe Brillengläser und nennt sie „periskopisch“. Bis Moritz von Rohr 1912 die Berechnungsgrundlage für das optimale Meniskenglas (das Zeiss Punktal Glas) entwickelte, gab es bereits einige Glasschleifer die Gläser in Meniskenform fertigten[8]. Diese frühen Menisken (zweite Hälfte d. 19. Jh.) waren noch ohne das Wissen des genauen Augendrehpunktes und ohne genaue Achsenflucht der Vorder- und Rückfläche dicker, schwerer und mit mehr oder weniger starken sphärischen Aberration behaftet statt der damaligen Bi-Gläser, mit deren Nachteil der peripheren Verzeichnung.

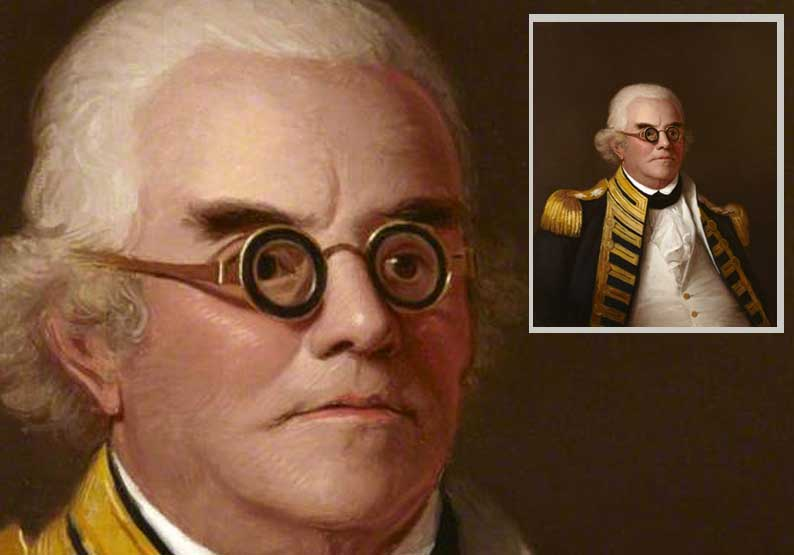
Um 1805 England, Admiral Peter Rainier (1741–1808) mit einer „Martin’s Margin“ Brille
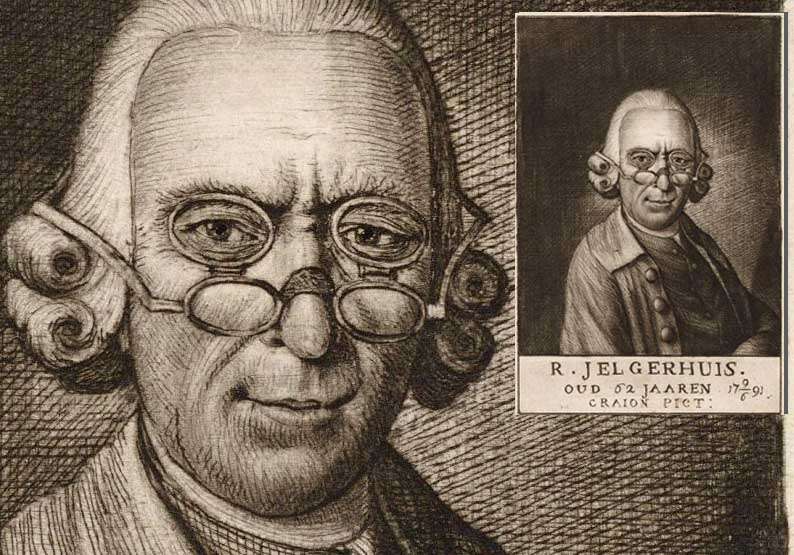
1791 NL, Selbstporträt des Kupferstechers Rienk Jelgerhuis mit einer Nah–Doppelbrille
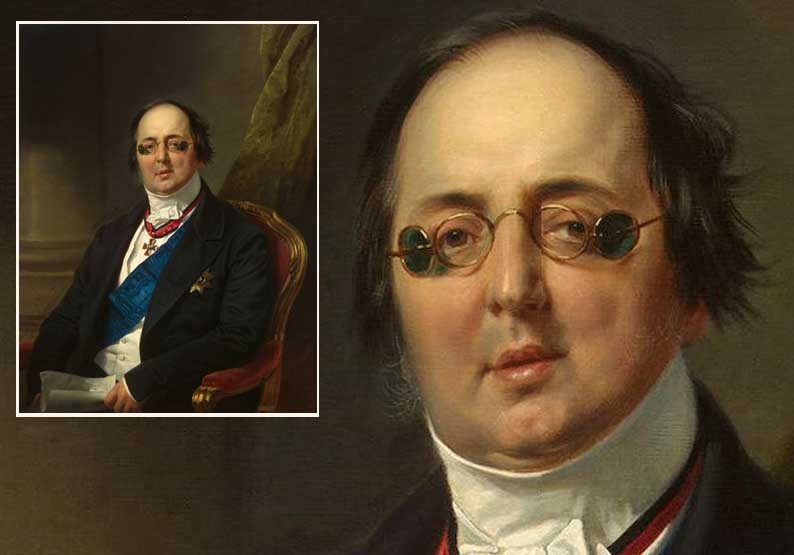
1850/51 St. Petersburg, Kušelev-Bezborodko mit einer Doppelbrille mit ovalen Gläsern.
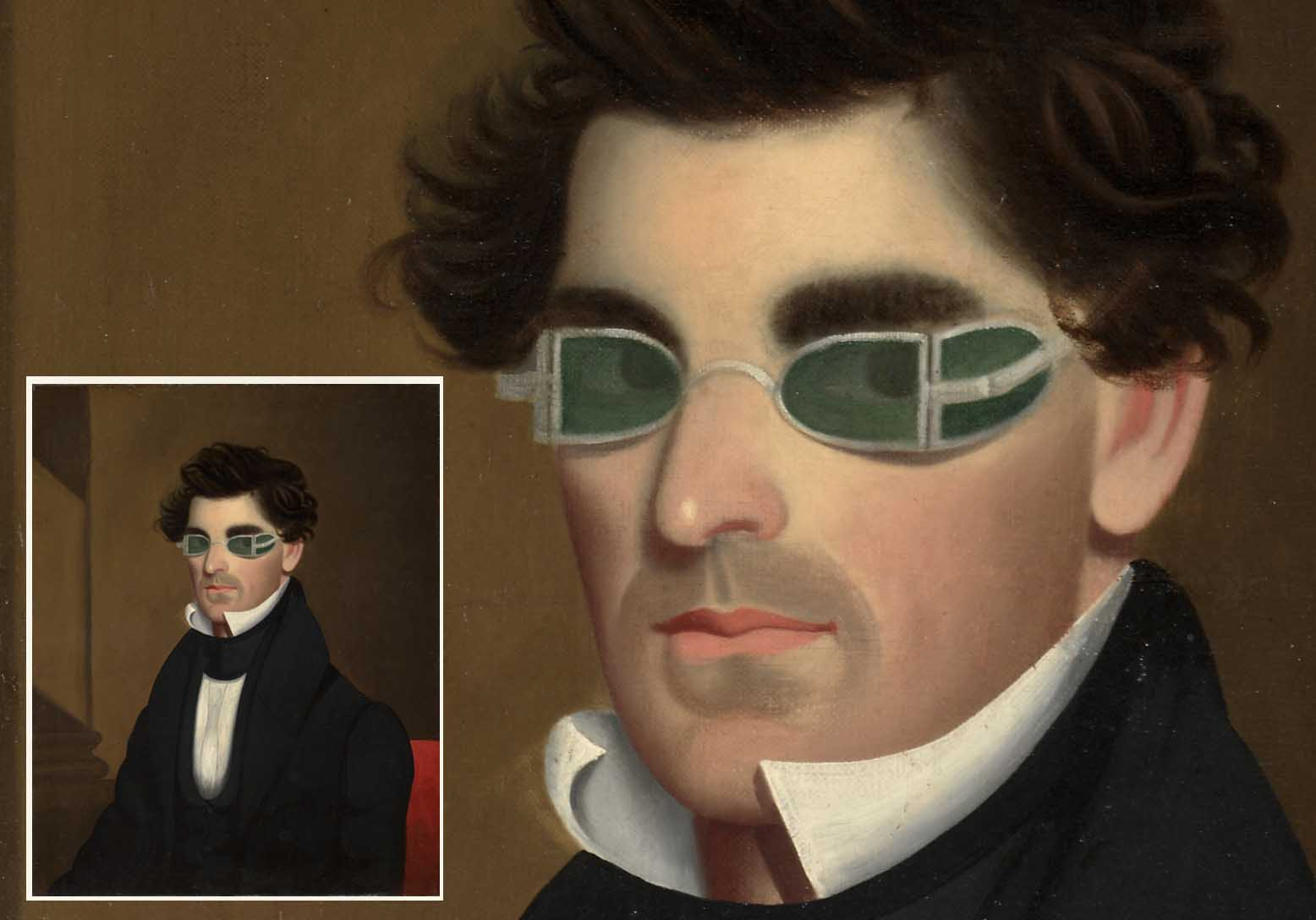
1837 USA, Nathaniel Olds mit einer Doppelbrille als Öllampen Lichtschutz Brille.

- 1824–nach 1840. Glasbrille, „Waldsteinsche Brille“[9]. Bestand aus einer durchgehenden Glasscheibe mit zwei eingeschliffenen optischen Linsen und angeschraubten seitlichen Bügelstangen. Ausschließlich mit [-] Wirkung für kurzsichtige Personen. Erfunden und erstmals gefertigt wohl durch den Wiener Brillenoptiker Johann Friedrich Voigtländer (1779–1859). Ab 1840 auch bekannt vom Wiener Optiker Jacob Waldstein (1810–1876) und ab 1844 vom Brillenbauer Duncker in Rathenow, der sie als „Wiener Brille“ bewarb.
- um 1850–heute. Glasbohrbrille[10], auch bekannt als Randlos-, Bohr-, Glas-, Wiener-, Patentbrille und im Volksmund auch als „Intelligenzbrille“. Bei dieser Brillenform waren die losen Brillengläser mit je zwei Bohrungen versehen und mit einem Metallsteg miteinander, durch Verschraubung, verbunden. Ebenen falls waren die seitlichen Bügelstangen direkt an das Brillenglas angeschraubt. Erste Werbeanzeigen für solche Glasbohr-Brillen sind, aus dem Jahr 1851, aus Wien und England bekannt. Größte Verbreitung hatten die randlosen Brillen dann ab etwa 1885 in Kombination mit den damals neuen elastischen Gespinstbügeln. Hier war der Druck auf die Gläser und damit die Bruchgefahr, weniger groß.

## Weiterentwicklung der Ohrenbrille

### Gespinstbügel
Brillen mit Reitfedern (Reiterbrillen), einer umwickelten gedrillten Drahtfeder, später als Gespinstbügel bekannt, kamen noch in der Zeit der Ohrenbrillen um 1880–1885, gehören aber bereits eher zu den modernen Brillen des frühen 20. Jh. mit sicherem Halt an der Hinterohrmulde bzw. der Ohrmuschel. Bereits ab Mitte des 19. Jh. gab es zwischen 1860 und 1885 ähnlich geformte Bügel aus glattem blanken Stahl- bzw. Federdraht in Europa. Erstmals tauchen sie in Brillen Katalogen in den USA auf. Auf Porträt Aufnahmen jener Zeit sind sie leider nicht zu erkennen (verdeckt durch Haar oder Überbelichtung der Fotografie). So gibt es über die Verbreitung dieser Bügelart vor 1880 wenig Nachweise.

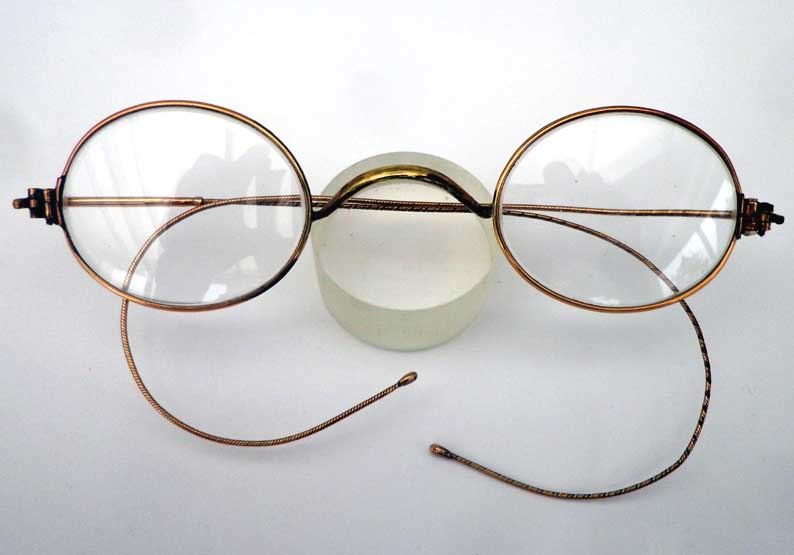
Reitbrille aus der Zeit von 1880 bis 1910, ovale Glasform, Gespinstbügel
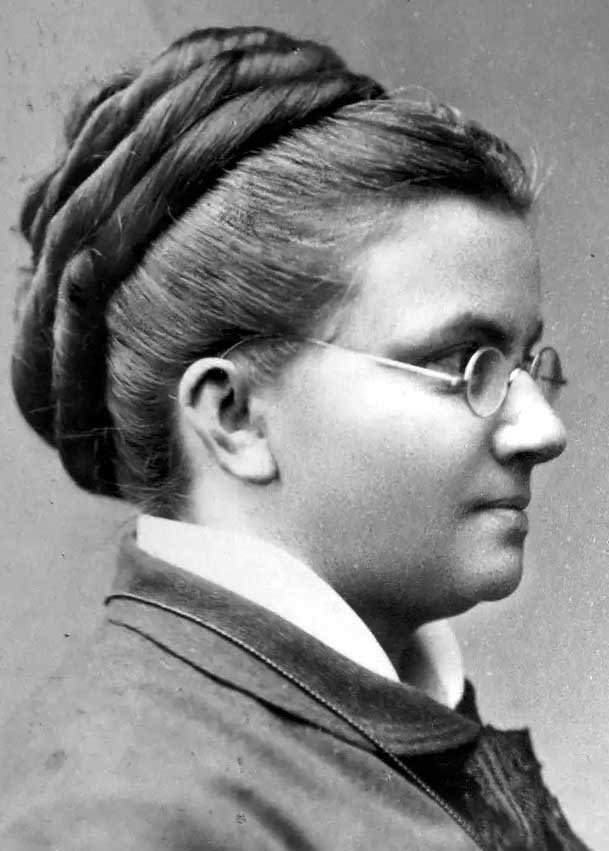
Um 1890, Brille mit Gespinstbügel
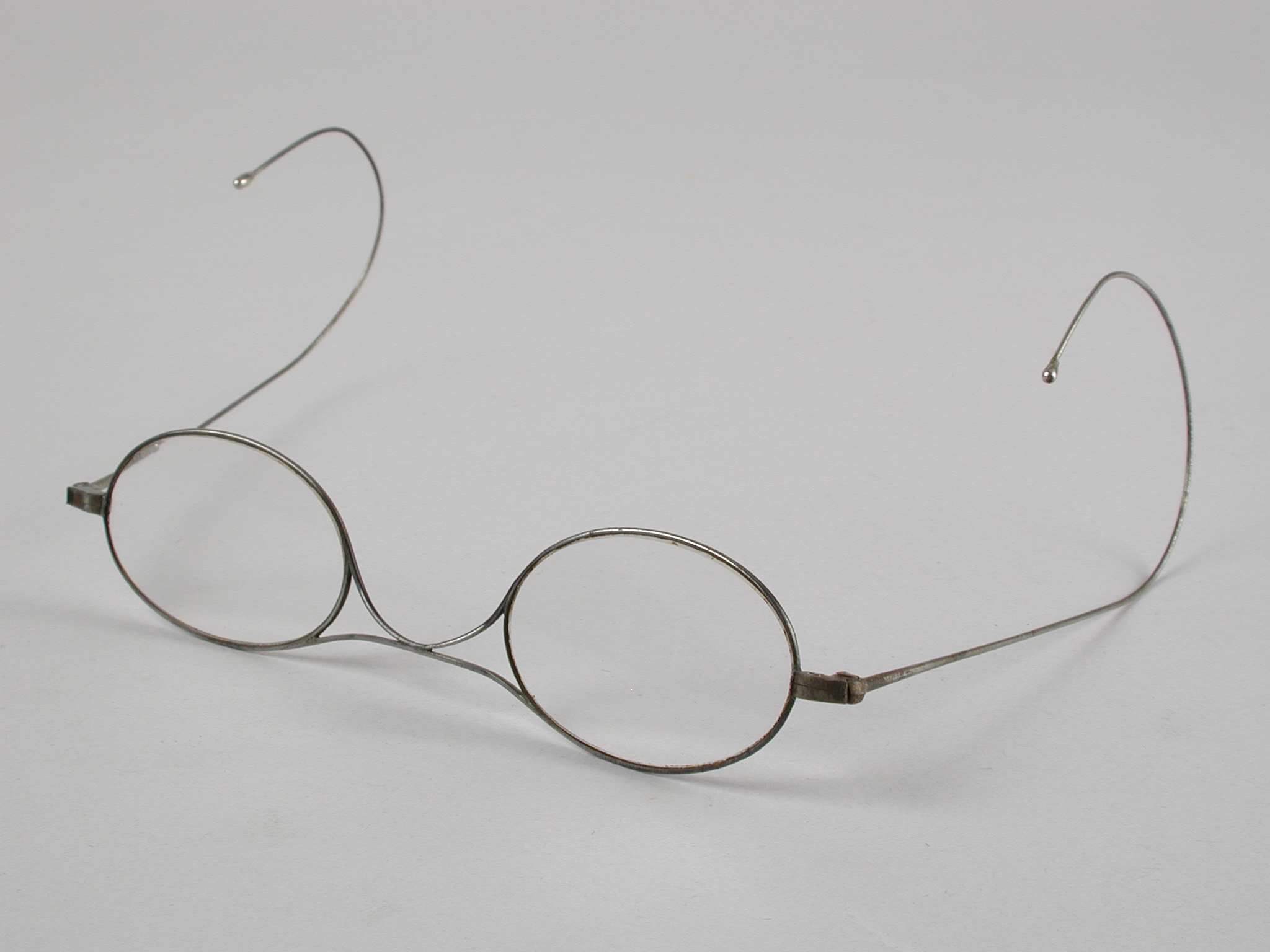
Jagd und Reiter Brille, mit K-Steg und ovalen Gläsern, 1880–1910

### Golfbügel
Die Ohrenbrille der Neuzeit, mit am Ohr anatomisch anpassbaren Bügelenden, gab es erstmals um 1925 in den USA, ab etwa 1930 auch in Europa. Diese neuen Bügelformen wurden von den Herstellern gerne als Hakenbügel, Clubbügel oder Golfbügel bezeichnet. Typisch ist der Zellhorn-Bügel bzw. das Zellhorn-Bügelendstück. Ab 1932 kamen dann mit den Zeiss Perivist-Brillenfassungen die Panto-Glasformen und oberhalb der Fassungsmitte angesetzte Bügel in Mode. Zeiss bewarb diese Brillenform als „Vollsichtbrille“, da durch den hochgesetzten Bügel der Blick zur Seite weniger eingeschränkt wurde. Parallel gab es mit den seitlichen Nasensteg-Plättchen eine weitere wichtige Neuerung. Damit lag die Brille nicht mehr auf dem empfindlicheren Nasenrücken, sondern an den seitlichen Nasenflügeln auf. Da hier die Verbindung zwischen den Gläsern frei schwebend ohne Berührung zum Nasenrücken verlief, nannte man diese neue Brillenvariante „Brückenbrille“ und somit die Verbindung zwischen den Gläsern „Brücke“. Im Gegensatz dazu wurden alle Teile einer Brille mit Nasenkontakt als Steg bezeichnet (C-Steg, W-Steg, Sattelsteg, Seitensteg, Stegplättchen usw.).

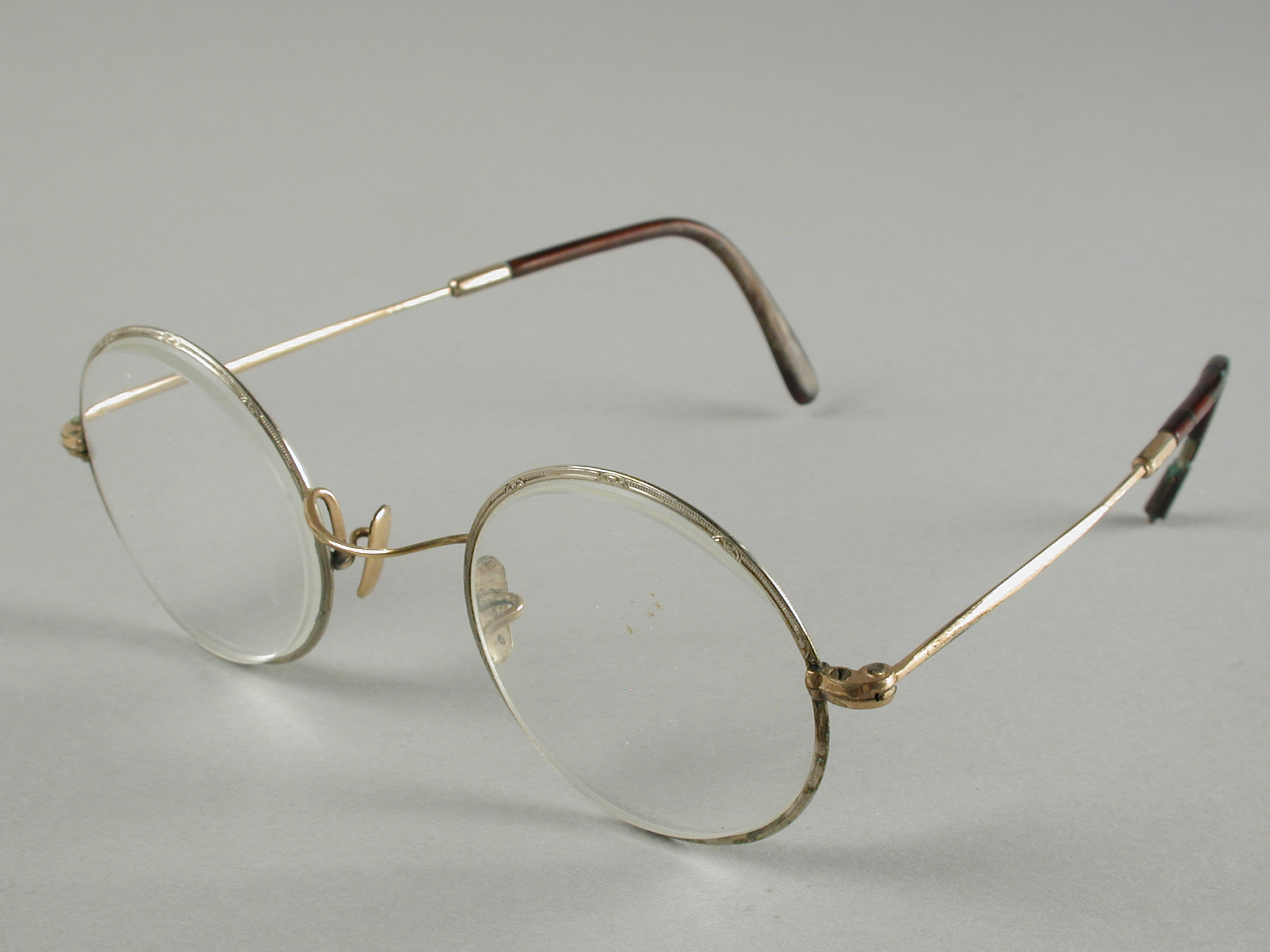
Rund, Seitenstege, Golfbügel
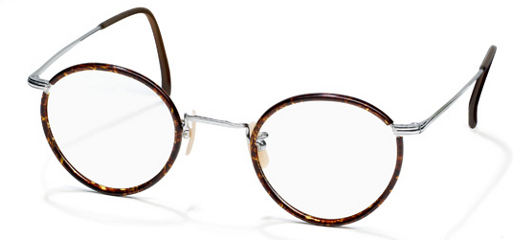
Pantoform, Seitenstege, Windsorringe, Golfbügel
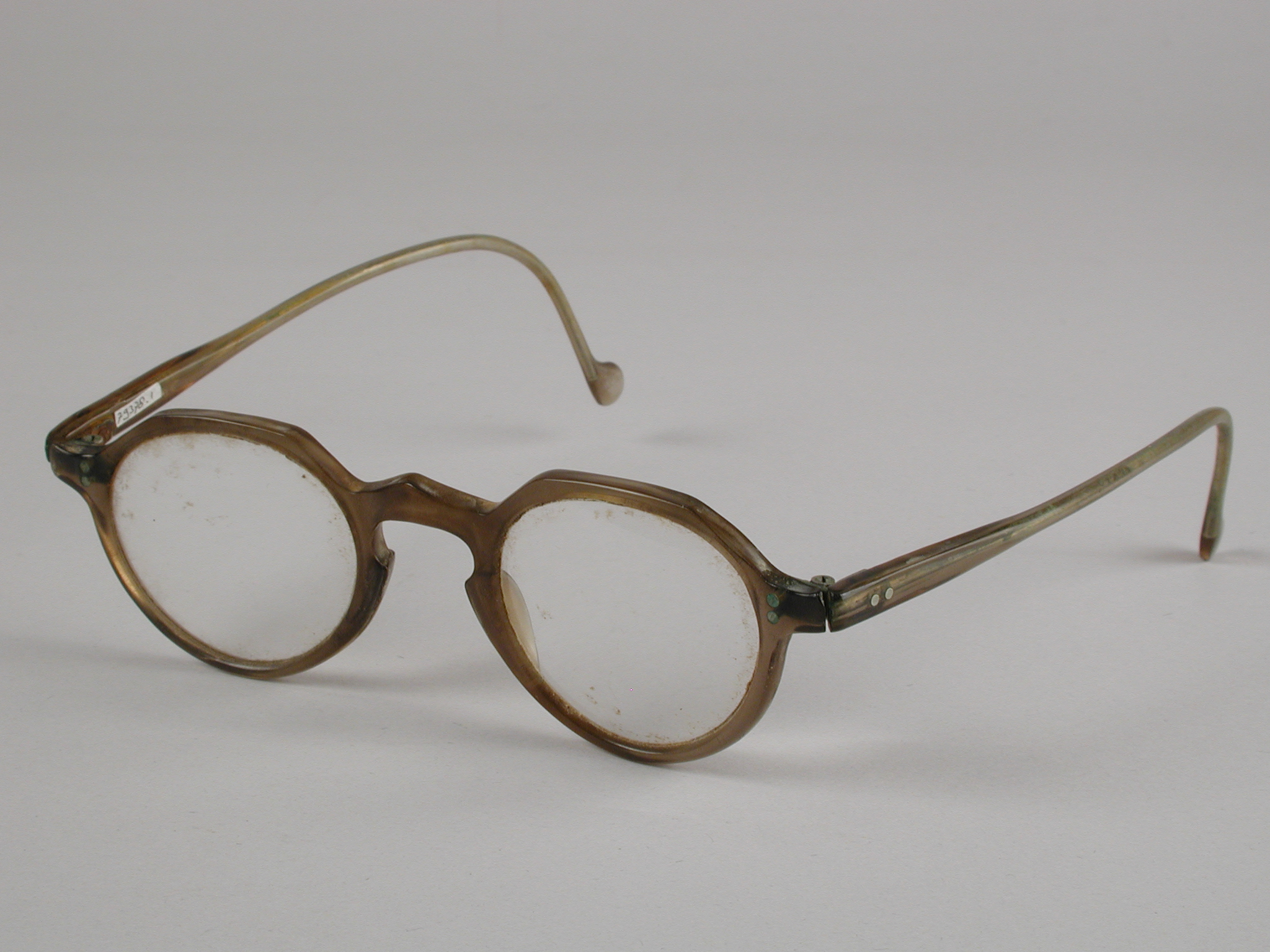
Zellhornbrille, Pantoform, Schlüsselloch Steg

Die noch am Anfang des 20. Jh. so beliebten Zwicker, Kneifer, Fingerklemmer, Lorgnetten und Monokel verschwanden bis 1940 fast gänzlich. Auch die differenzierte Bezeichnung „Ohrenbrille“ war nicht mehr notwendig, da es in erster Linie nur noch Brillen mit seitlichen Bügeln und mit Halt am Ohr gab. Die heute übliche Bezeichnung für Brillen ab dem 20. Jahrhundert der Gattung Ohrenbrille ist einfach nur noch „Brille“.